# Goudzuring
Goudzuring (Rumex maritimus) is een eenjarige of tweejarige plant die behoort tot de duizendknoopfamilie (Polygonaceae). De plant komt van nature over de hele wereld voor.
De plant wordt 5-50 cm hoog. De lijnvormige tot langwerpige bladeren zijn aan de top en aan de voet versmald.
Goudzuring bloeit van juli tot september met pluimen. De bloemen zijn tweeslachtig en staan in kluwenvormige, schijnkransen.
De geelbruine vruchtkleppen (binnenste bloemdekbladen die later het nootje omvatten) zijn eivormig en hebben lange smalle tanden. De langste tanden van de vruchtkleppen zijn langer dan de eivormige knobbels op de kleppen. De rijpe knobbels zijn in het begin geelachtig groen en later goudgeel, waaraan de plant haar naam te danken heeft.
De vrucht is een nootje.

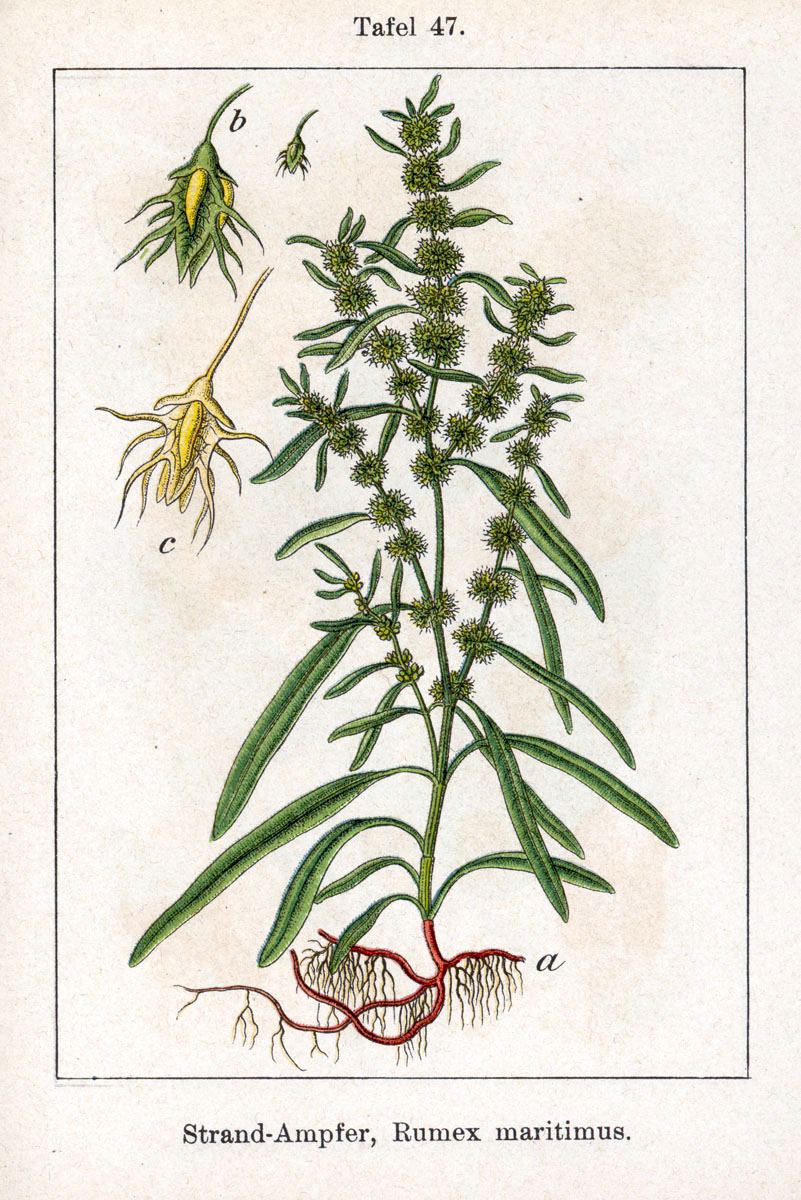
Goudzuring; b en c = vrucht met vruchtkleppen

De plant komt voor op stikstofrijke, natte, drooggevallen grond en opgespoten terreinen.

## Namen in andere talen
- Duits: Ufer-Ampfer, Strand Ampfer
- Engels: Golden Dock
- Frans: Patience maritime